# Debby Lagranha
Débora Cristina Lagranha Franco (São Paulo, 3 de outubro de 1991), mais conhecida como Debby Lagranha, é uma veterinária brasileira. Começou a carreira como atriz e apresentadora, as quais abandonou em 2012, uma vez que viria a se formar em medicina veterinária no ano seguinte e passaria a exercer apenas a profissão desde então.
Em 2013, ela abriu uma hospedaria para pets. Em 2017 abriu uma filial da Nutra Pet, empresa norte-americana de suplementação pet, sendo esta a primeira loja com este foco no Brasil.

## Carreira
Debby estreou na televisão em 1997 apresentando o programa Clube da Criança, que havia retornado a programação da Rede Manchete, no qual permaneceu até o ano seguinte. Em 1998, Debby seria a protagonista da novela infantil "A Queridinha", que seria produzida e exibida pela Rede Manchete, porém a novela nunca chegou a ser produzida devido a grave crise financeira da emissora. Pouco tempo depois, a Rede Manchete acabou falindo em maio de 1999. Com a grave crise financeira na Rede Manchete, em 1998, Debby mudou de emissora e foi para a Rede Globo, onde passou a integrar o elenco do sitcom humorístico A Turma do Didi. No sitcom humorístico, Debby interpretou a personagem de mesmo nome (Debby) por sete temporadas, deixando a atração televisa em 2004.
Em 1999 assinou com a gravadora Eldorado para gravar seu primeiro disco, Sonho de Menina sob a produção de Luiz Macedo e com repertório composto por Luiz Macedo, Fernando Salem e André Abujamra. Entre os anos de 2003 e 2004, Debby fez parte do elenco do programa infantil Xuxa no Mundo da Imaginação, que era então apresentado por Xuxa Meneghel, na qual era então exibido pela Rede Globo. No programa infantil, Debby participava das brincadeiras e atividades da atração televisiva, além de interpretar diversos personagens nos quadros de histórias infantis. Em 2005, Debby integrou o elenco da décima segunda temporada da série de televisão Malhação que é exibido pela Rede Globo, na qual interpretou a adolescente mimada e consumista Taty. Em 2008, Debby assinou um contrato de alguns meses com a Rede Boas Novas, na qual na emissora, ela se tornou apresentadora do programa Fator X. A atração televisiva Fator X, era um programa de jogos, brincadeiras ao vivo e distribuição de prêmios, como vídeo-games e DVDs.
Entre os anos de 2011 e 2012, Debby atuou como atriz em novelas e em uma série de televisão que foram produzidas e exibidas pela Rede Globo. Em 2011, Debby fez uma participação especial na primeira temporada da série de televisão Tapas & Beijos. Ainda no ano de 2011, Debby integrou o elenco da novela A Vida da Gente. Na novela, Debby interpretou a personagem Karen, sendo este o seu primeiro papel adulto e a sua primeira participação em novelas em sua carreira artística como atriz. No começo do ano de 2012, Debby fez uma participação especial na novela Aquele Beijo, na qual interpretou o papel de uma candidata a Miss. Ainda no ano de 2012, Debby fez uma participação especial na novela Salve Jorge, sendo este o seu último trabalho na televisão como atriz.
Em março de 2013, Debby deu uma entrevista para o extinto site Ego, então pertencente ao Grupo Globo. Nesta entrevista ao site Ego, Debby falou do seu afastamento da carreira artística, da gravidez de sua primeira filha e da vida simples que leva vivendo em um sítio junto com o seu namorado Leandro Amieiro, no qual este sítio fica localizado em um bairro da Zona Oeste do município do Rio de Janeiro. Ainda nesta entrevista ao site Ego, Debby falou com carinho da hospedagem para cachorros que fizeram no sítio, onde então foram construídos nove canis, no qual os clientes deixam seus cachorros no sítio, aos cuidados do casal (Debby e Leandro) quando vão viajar. Em setembro de 2013, Debby se formou no curso de medicina veterinária, na qual compartilhou fotos de sua formatura em sua conta do Instagram.
Em 2016, Debby retornou a Rede Globo, como veterinária responsável dos animais em cena na novela, na qual a emissora a contratou através da "Agência Bichos", na qual esta instituição fornece animais para produções, como novelas e filmes. Debby então nesta época atuou como a veterinária responsável em cuidar dos animais em duas novelas que estavam sendo produzidas na Rede Globo (Êta Mundo Bom! e Velho Chico). Além disto, alguns animais de Debby, foram alugados pela Rede Globo, como alguns de seus cachorros na produção da novela Velho Chico e a porquinha "Lili" na produção da novela Êta Mundo Bom!, na qual a porquinha fez sucesso com a personagem Mafalda que foi interpretado pela atriz Camila Queiroz. Em 2017, Debby se tornou sócia da Nutra Pet, empresa norte-americana de suplementação pet, sendo esta primeira empresa de importação deste gênero no Brasil. Em 2018, Debby retornou a Rede Globo como veterinária responsável em cuidar dos animais na produção da novela medieval Deus Salve o Rei.
Em 2019, Debby retornou à televisão após sete anos, integrando o elenco de participantes da quarta temporada do reality show Power Couple que é exibido pela RecordTV,  juntamente com o seu marido, o veterinário Leandro Amieiro. O casal foi o terceiro eliminado da competição. O casal retornou para a disputa da repescagem do reality show no dia 11 de junho de 2019, mas acabaram não conseguindo retornar a competição.
Em 2020, Debby participou de um outro reality show que foi um episódio da segunda temporada do Troca de Esposas que é exibido pela RecordTV. Debby participou então neste episódio do reality show com a influenciadora digital Marli Soares. Neste episódio do reality show a influenciadora digital Marli Soares foi para o sítio em que Debby reside, localizado no bairro de Vargem Grande, que fica no município do Rio de Janeiro. Marli Soares então conviveu com a família de Debby, na qual teve entre o seus afazeres, cuidar dos animais do sítio e da pequena Duda (filha de Debby e de seu marido Leandro Amieiro). Em contrapartida, Debby foi então para a residência da influenciadora digital Marli Soares, localizada na cidade de São Paulo, na qual conviveu com a família de Marli, onde então assumiu o papel de "mãe" por alguns dias de duas mulheres e de um rapaz, além de fazer as tarefas domésticas na residência da família.

## Vida pessoal
Em 2009, Debby começou a cursar medicina veterinária pela Universidade Estácio de Sá. No mesmo ano de 2009, Debby começou a namorar na faculdade, o então estudante Leandro Amieiro (que estava então no último ano do mesmo curso). No final do ano de 2012, Debby acabou ficando grávida pela primeira vez de uma menina, fruto da sua relação amorosa com o então namorado Leandro. No dia 26 de abril de 2013, Debby então oficializou a sua união estável com o veterinário Leandro Amieiro, em uma cerimônia no civil, que foi realizada em um cartório localizado no bairro do Recreio dos Bandeirantes que fica no município do Rio de Janeiro. No dia 6 de junho de 2013, nasceu a sua primeira filha que foi batizada com o nome de Maria Eduarda. Debby continuou os seus estudos na faculdade com o curso de medicina veterinária, mesmo tendo passado por período em que teve de enfrentar uma gestação e o consequente nascimento de sua primeira filha, na qual ela então acabou se formando no final do ano de 2013.
Em 19 de março de 2021, Debby anunciou a gravidez do segundo filho através de post no Instagram. "Eu não consigo descrever a emoção que estou sentindo ... Sim , estamos grávidos", escreveu Debby. Em setembro, nasce Arthur. Em janeiro de 2025, Debby anunciou o fim de seu relacionamento com Leandro.

## Filmografia

### Televisão
| Ano     | Título                      | Personagem              | Notas                                     |
| ------- | --------------------------- | ----------------------- | ----------------------------------------- |
| 1997–98 | Clube da Criança            | Apresentadora           |                                           |
| 1998–02 | A Turma do Didi             | Debby                   | Temporadas 1–5                            |
| 2002–04 | Xuxa no Mundo da Imaginação | Vários personagens      |                                           |
| 2005    | Malhação                    | Tatyane Diniz (Taty)    | Temporada 12                              |
| 2008    | Fator X                     | Apresentadora           |                                           |
| 2008    | Guerra e Paz                | Pâmela Peixoto Gonzales | Episódio: "Delírios & Verdades"           |
| 2011    | A Vida da Gente             | Karen                   |                                           |
| 2012    | Aquele Beijo                | Miss                    | Episódio: "22 de abril"                   |
| 2019    | Power Couple Brasil         | Participante            | Temporada 4                               |
| 2020    | Troca de Esposas            | Participante            | Episódio: "Debby Lagranha x Marli Soares" |
| 2025    | Tributo                     | Ela mesma               | Episódio: "Renato Aragão"                 |

### Cinema
| Ano  | Título                                    | Personagem           |
| ---- | ----------------------------------------- | -------------------- |
| 1998 | Simão, o Fantasma Trapalhão               | Luísa                |
| 1998 | Xuxa Popstar                              | Debby                |
| 1999 | O Trapalhão e a Luz Azul                  | Tuta / Pedrinha      |
| 2001 | Xuxa e os Duendes                         | Fernanda (Nanda)     |
| 2002 | Xuxa e os Duendes 2: No Caminho das Fadas | Fernanda (Nanda)     |
| 2003 | Xuxa Abracadabra                          | Chapeuzinho Vermelho |
| 2004 | Um Show de Verão                          | Laura                |

## Teatro
| Ano     | Título                                |                      |
| ------- | ------------------------------------- | -------------------- |
| 1997    | Cantando Estórias com Cerelê e Relalá | Cerelê               |
| 1998    | Respeitável Público                   |                      |
| 1999    | Um Castelo Bem Assombrado             |                      |
| 2000    | Chapeuzinho Vermelho: O Musical       | Chapeuzinho Vermelho |
| 2001    | Viagem ao Mundo Prateado              |                      |
| 2003    | A Dama e o Vagabundo                  | Dama                 |
| 2004–05 | Adolescente Faz Cada Uma              | Alicia               |
| 2005–06 | O Mistério do Fantasma Assustado      |                      |
| 2007–08 | ABC do Amor                           |                      |
| 2011    | O Diário de Débora                    | Débora               |